# Antonio Abad
Antonio Abad,o Magno (Heracleópolis Magna, Egipto, Imperio romano, 12 de enero de 251- Monte Colzim, Tebaida, Egipto, Imperio romano, 17 de enero de 356), fue un monje cristiano-católico, fundador del movimiento eremítico, popularmente conocido como San Antón. El relato de su vida fue transmitido principalmente por la obra de san Atanasio, que presenta la figura de un hombre que desarrolla gradualmente santidad y lo convierte en modelo de piedad cristiana y un referente principal del ascetismo espiritual y contemplativo católico. También es recordado con veneración en el Calendario de Santos Luterano. El relato de su vida tiene elementos históricos y otros de carácter legendario; se sabe que abandonó sus bienes para llevar una forma de vida de ermitaño y que atendía a varias comunidades monacales en Egipto, permaneciendo eremita. La tradición dice que alcanzó los 105 años de edad.

## Historia
Antonio Abad nació en el pueblo de Comas, cerca de Heracleópolis Magna, en el Bajo Egipto. Se cuenta que alrededor de los veinte años de edad vendió todas sus posesiones, entregó el dinero a los pobres y se retiró a vivir a una comunidad local haciendo vida ascética, durmiendo en una cueva sepulcral. Luego pasó muchos años ayudando a otros ermitaños a encaminar su vida espiritual en el desierto. Más tarde se fue internando mucho más en él, para vivir en absoluta soledad.
De acuerdo con los relatos de san Atanasio y de san Jerónimo, popularizados en La leyenda dorada del dominico genovés Santiago de la Vorágine en el siglo XIII, Antonio fue reiteradamente tentado por el demonio en el desierto. La tentación de san Antonio se volvió un tema favorito de la iconografía cristiana, representado por numerosos pintores de importancia.
Su fama de hombre santo y austero atrajo a numerosos discípulos, a los que organizó en un grupo de ermitaños junto a Pispir y otro en Arsínoe. Por ello, se le considera el fundador de la tradición monacal cristiana. Sin embargo, y pese al atractivo que su carisma ejercía, nunca optó por la vida en comunidad y se retiró al Monte Colzim, cerca del Mar Rojo, en absoluta soledad. Abandonó su retiro en 311 para visitar Alejandría y predicar contra el arrianismo.
San Jerónimo, en su vida de Pablo el ermitaño, un famoso decano de los anacoretas de Tebaida, cuenta que Antonio fue a visitarlo en su edad madura y lo dirigió en la vida monástica; el cuervo que, según la tradición, alimentaba diariamente a Pablo entregándole una hogaza de pan, dio la bienvenida a Antonio suministrando dos hogazas. A la muerte de Pablo, Antonio lo enterró con la ayuda de dos leones y otros animales; de ahí su patronato sobre los sepultureros y los animales.
Se cuenta también que en una ocasión se le acercó una jabalina con sus jabatos (que estaban ciegos), en actitud de súplica. Antonio curó la ceguera de los animales y desde entonces la madre no se separó de él y le defendió de cualquier alimaña que se acercara.

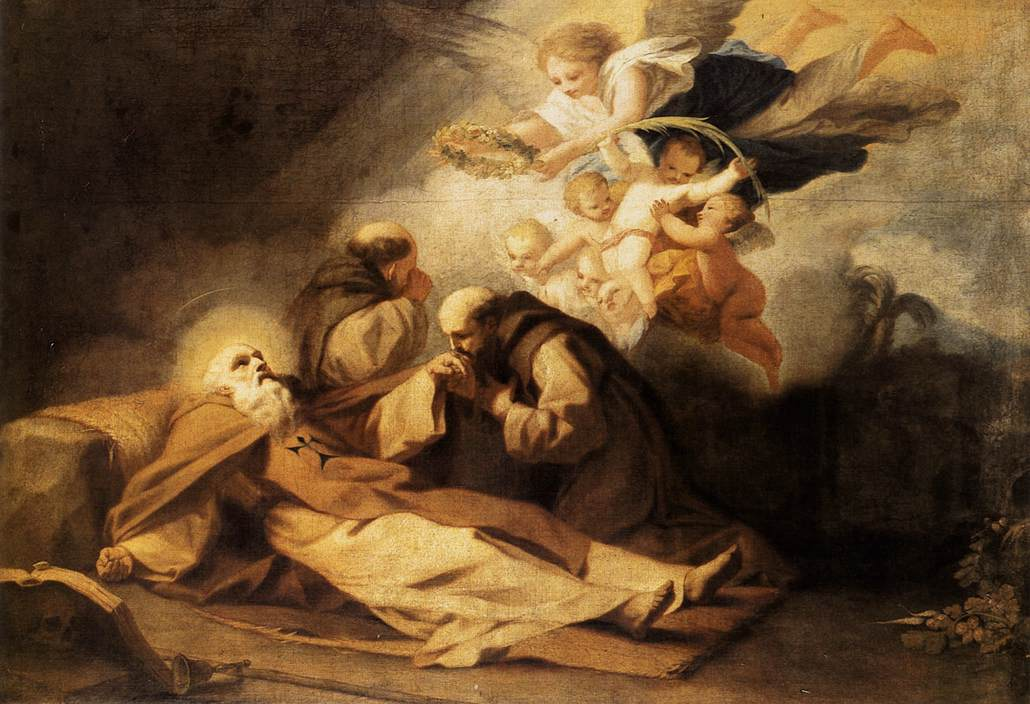
Muerte de San Antonio Abad pintado por Antonio Viladomat.

## Reliquias y orden monástica
Se afirma que Antonio vivió hasta los 105 años, y que dio orden de que sus restos reposasen a su muerte en una tumba anónima. Sin embargo, alrededor de 561 sus reliquias fueron llevadas a Alejandría, donde fueron veneradas hasta alrededor del siglo XII, cuando fueron trasladadas a Constantinopla. La Orden de los Caballeros del Hospital de San Antonio, conocidos como Hospitalarios, fundada por esas fechas, se puso bajo su advocación. La iconografía lo refleja, representando a san Antonio con el hábito negro de los Hospitalarios y la tau o la cruz egipcia que vino a ser su emblema.
Tras la caída de Constantinopla, las reliquias de Antonio fueron llevadas a la provincia francesa del Delfinado, a una abadía que años después se hizo célebre bajo el nombre de Saint-Antoine-en-Viennois. Fue entonces cuando se estableció la celebración de su fiesta el 17 de enero. La devoción por este santo llegó también a tierras valencianas, difundida por el obispo de Tortosa a principios del siglo XIV.
La orden de los antonianos se ha especializado desde el principio en la atención y cuidado de enfermos con dolencias contagiosas: peste, lepra, sarna, enfermedades venéreas y sobre todo el ergotismo, llamado también fuego de san Antón o fuego sacro o culebrilla. Se establecieron en varios puntos del Camino de Santiago, a las afueras de las ciudades, donde atendían a los peregrinos afectados. El hábito de la orden es una túnica de sayal con capuchón y llevan siempre una cruz en forma de tau, como la de los templarios. Durante la Edad Media además tenían la costumbre de dejar sus cerdos sueltos por las calles para que la gente les alimentara. Su carne se destinaba a los hospitales o se vendía para recaudar dinero para la atención de los enfermos.
Existió otra antigua orden, llamada Orden de san Pablo y san Antonio Abad hasta los años 1940, de carácter semianacorético (con similitudes propias de los cartujos y los camaldulenses). Esta orden se dividió entre sus miembros, en la que algunos se integraron dentro del Carmelo Descalzo, en 1957, y los demás formaron la Congregación de Fossores de la Misericordia dedicada al cuidado de los cementerios. Existe una congregación posterior a esta orden, que ha tomado el mismo nombre, Congregación de ermitaños de san Pablo y san Antonio. Sus dos únicos monasterios están en la isla de Mallorca.
San Antonio Abad es el patrono de la isla de Menorca (España), debido a que el día de su festividad litúrgica la isla fue reconquistada a los musulmanes.
También es el patrono de las Fiestas de Moros y Cristianos de [[Elda]] que se celebran el primer fin de semana de junio. Se celebra la Media Fiesta en el entorno a su festividad el 17 de enero.
En la localidad de La Matanza de Acentejo, en la isla de Tenerife, se encuentra el principal centro de culto a este santo en las islas Canarias. El santuario de San Antonio Abad es uno de los templos más antiguos de Canarias, fundado poco después de la finalización de la conquista del archipiélago.

## Iconografía

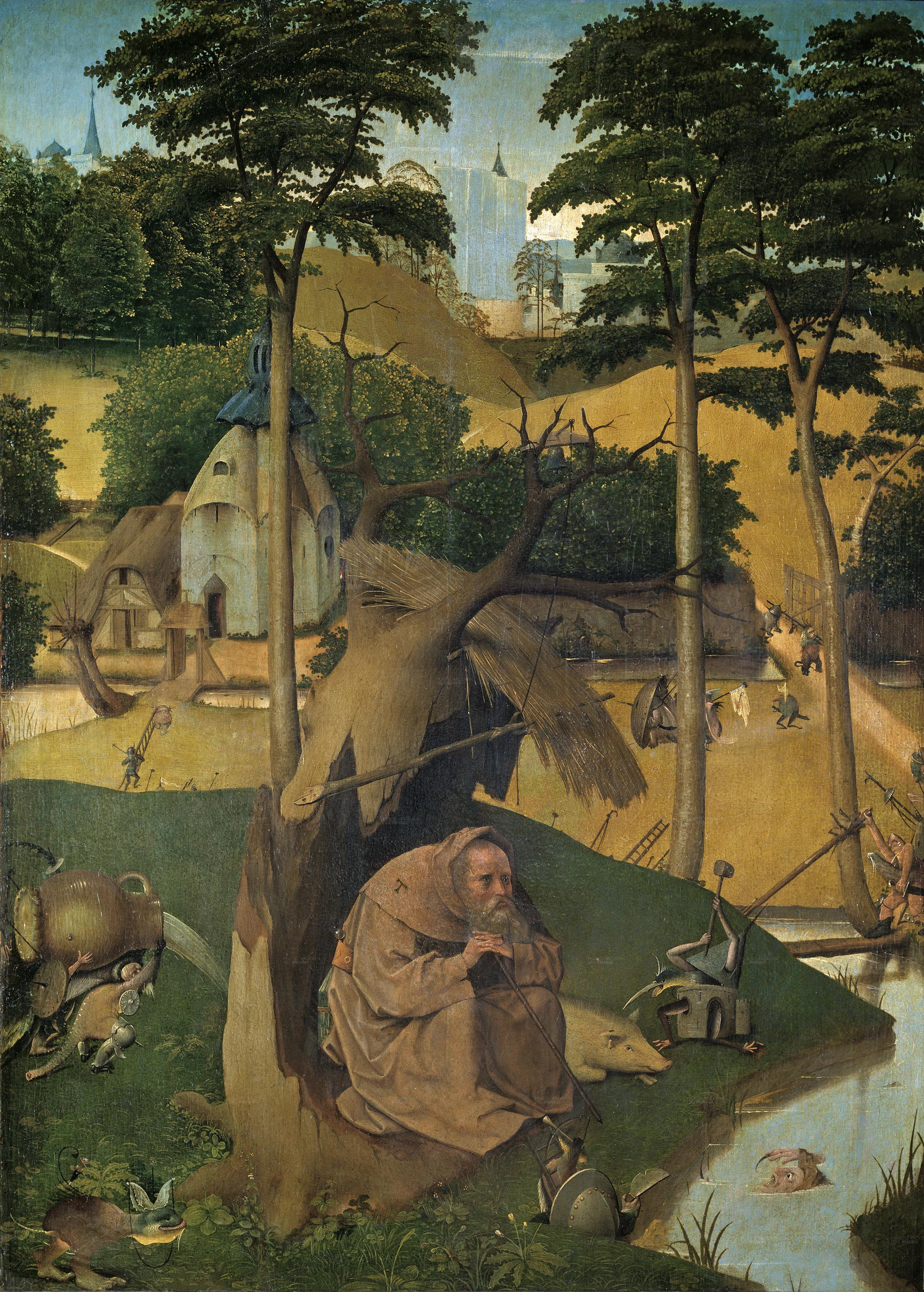
Las tentaciones de San Antonio, por El Bosco.

Se representa a san Antonio Abad como un anciano con el hábito de la orden y con un cerdo a sus pies. Muchos artistas han tomado este tema para sus obras; uno de los trabajos pictóricos más conocidos es el Tríptico de las tentaciones de san Antonio, pintada por Hieronymus Bosch, conservado en Lisboa. También lo representó en un cuadro en el Museo del Prado, Madrid. En 1947, Diego Rivera pintó una obra también titulada Las tentaciones de San Antonio, al igual que Paul Cézanne y Jan Wellens de Cock, entre otros varios artistas. El pintor español Salvador Dalí pintó un cuadro llamado La tentación de San Antonio, que marcaba su entrada a una nueva etapa de misticismo religioso.

## San Antonio Abad en el Perú

### Iglesia de San Antonio Abad de Cusco
En la ciudad Peruana del Cusco, más exactamente en la Plazuela de las Nazarenas, ubicada a dos cuadras de la Plaza de Armas, existe la Iglesia de San Antonio Abad, junto al Seminario del mismo nombre. Ambas estructuras religiosas, se encuentran en un lugar de la ciudad conocido como “Amaru Ccata”, y el edificio que ha llegado hasta nosotros como templo, es producto de una reconstrucción. Se sabe, que antiguamente el Seminario de San Antonio Abad, era utilizado como una universidad, no obstante, actualmente, es netamente un convento, que se dedica a la formación de los nuevos sacerdotes de la orden.
Se conoce, por los registros históricos en relación con esta iglesia, que aquella se mandó a edificar por el Obispo Mollinedo y Angulo en el siglo XVI; se presenta, como fecha tentativa de su construcción, el año 1598, año en el que se ordenó la construcción del seminario. Es uno de los templos mejor conservados y conserva en su interior maravillosas obras de arte barroco y de la Escuela Cusqueña.
Respecto al diseño y decorado interno del templo, aquel se ve acompañado por una serie de altares, entre los que destaca el Retablo Mayor. Esta pieza del edificio, es una construcción que se caracteriza por estar conformada por tres cuerpos y tres calles; este altar, fue construido a finales del siglo XVII, un año antes de la construcción del púlpito de esta iglesia que se levantó en 1699. Se conoce que el artífice, tanto del retablo mayor, como del púlpito de la iglesia, habría sido Agustín Torres. Junto con las piezas anteriores, también forman parte del decorado del templo, una importante colección de lienzos, entre los cuales resalta una colección de 21 de ellos, que se hallan inspirados en la vida de San Antonio Abad.

### Corpus Christi Cusqueño
En la misma ciudad del Cusco, en la Iglesia de San Cristóbal (antiguo barrio de Qolqampata) se encuentra una imagen de San Antonio Abad que participa anualmente de la celebración del Corpus Christi Cusqueño. Lo acompaña la representación de un pequeño jabalí, y de quien se han tejido muchas historias de Sincretismo religioso. Es el primer Santo en ingresar a la Catedral y abrir el camino para los demás santos y Vírgenes durante la procesión.
También su festividad es celebrada cada 17 de enero y su mayordomía está a cargo de las Facultades de la Universidad Nacional de San Antonio Abad del Cusco, además del Colegio Arquidiocesano del mismo nombre; ese día se realiza la procesión por las principales calles de la ciudad donde el Patrón bendice a todos sus devotos y feligresía cusqueña.